# Памятник Алексею Щусеву

Памятник Алексею Щусеву в Гранатном переулке в 2016 году

Па́мятники Алексе́ю Щу́севу  — два столичных памятника русскому и советскому архитектору Алексею Щусеву.

## Гранатный переулок
55°45′35″ с. ш. 37°35′26″ в. д.
 Выявленный объект культурного наследия народов РФ (Нормативный акт). Объект № 7730950000 (БД Викигида)

Торжественное открытие памятника состоялось в сентябре 1980 года возле Центрального дома архитектора, расположенного в доме № 7 на улице, которая носила имя архитктора с 1949 по 1992 год. Авторами проекта являются скульптор Иулиан Рукавишников и архитектор Борис Тхор. Последняя реставрация памятника проводилась в 2014 году.
Бронзовый бюст установлен на высокий гранитный постамент. Архитектор изображён в костюме с накинутым на правое плечо пальто. Его руки находятся на уровне груди. Правая — впереди и приподнята, левую не видно. Голова повёрнута вправо, выражение лица сосредоточенное, задумчивое. Рядом с пьедесталом установлена бронзовая капитель — копия капители колонны станции метро «Комсомольская», в строительстве которой принимал участие Алексей Щусев. На ней надпись: «Алексею Викторовичу Щусеву — выдающемуся зодчему».

## Казанский вокзал
55°46′27″ с. ш. 37°39′16″ в. д.

Памятник открыли в 2013 году на Комсомольской площади на углу Казанского вокзала. Бронзовый бюст установлен на высокий круглый гранитный постамент. На нём расположена табличка с надписью: «Архитектор Щусев Алексей Викторович. Автор здания Казанского вокзала». Монумент выполнен Салаватом Щербаковым в той же стилистике, что и другие бюсты зодчих московских вокзалов — Фёдора Шехтеля у Ярославского и Константина Тона у Ленинградского.